# Femei frumoase
Femei frumoase (germană Schöne Frauen) este numele unui film german, produs în anul 2004, sub regia lui Sathyan Ramesh, un regizor germano-indian.

## Acțiune
În centrul acțiunii sunt prezentate, cinci actrițe, ce au în jur de 30 de ani și care au o reputație modestă. Ele se întâlnesc la turnarea unui film mediocru TV. La început cele se privesc bănuitoare, dar constată prin conversația care se înfiripă între ele, că nici una n-are chef să joace un rol în film. Patru din ele pleacă imediat în oraș, iar a cincea primește rolul la care au renunțat celelalte, dar în cele din urmă le va urma pe cele patru. Seara ajungând la un hotel situat pe litoral, ele vor face un chef, la care se alătură două muziciene, femeile turmentate își destăinuie frica care au față de viitor. A doua zi se vor desparte, urmând ca la un an să se întâlnească din nou aici.

## Distribuție
- Clelia Sarto: Geno
- Julia Jäger: Dana
- Ulrike C. Tscharre:Karin
- Floriane Daniel: Barbara
- Caroline Peters: Kandis
- Ina Müller: Thea
- Edda Schnittgard: Hannah